# Mekhatria
Mekhatria – miasto w Algierii, w prowincji Ajn ad-Dafla.